# 風の城砦
『風の城砦』（かぜのカスバ）は、河惣益巳の漫画作品。1990年から1991年まで『花とゆめ』に連載された。白泉社から文庫として全2巻が出版されている。外伝として「ブルー・ブラッド」が収録されている。

## 概要
舞台となるのは、1900年頃のフランスとアルジェリアである。
中世フランスで強勢を誇った大貴族パトウ伯爵家は「ラ・コンテス・ブリュー（直訳すると「青い女伯爵」）」と呼ばれる独特の瞳の色で知られる一族であったが、この瞳の色はなぜか女性には出ることが少なかった。しかしこの瞳の色を持って生まれた女性は必ず20歳前後で無惨な死を迎えるのだった。人々はこの不思議な現象を「ラ・コンテス・ブリューの呪い」として恐れ、忌み嫌っていた。
主人公ソレイユ・ルナもまたこの呪われた瞳を持って生まれた女性であったが、彼女は持ち前の負けん気でこの呪いの謎に挑んでいった。

## 登場人物

### パトウ家の人物
ソレイユ・ルナ・ド・パトウ
主人公。ボルドーに本領であるパトウ伯爵領を持つ中世以来のフランスの大貴族パトウ伯爵家の当主の孫娘で、呪われた青い瞳を持っている。父親はパトウ伯爵家の跡取り息子であったアントワーヌ、母親は新興財閥エトワールの当主エトワール・ギルマーの娘である。パリ大学医学部で遺伝学を専攻。先代パトウ伯爵の死去という事態を受け、自分以外でパトウ伯爵位の継承権を持った人物を捜してアルジェに現れた。
ヴァンクリフ・カスパール・ド・パトウ（ジョスラン）
ソレイユの伯父。若い頃に伯爵家より出奔しアメリカに渡るも、妻子と死別。その後アフリカに渡ってフランス外人部隊の指揮官となっているところをソレイユに発見される。外人部隊では「レイス・ジョスラン（ジョスラン船長）」を名乗っていた。神出鬼没の小部隊を率いて敵に大損害を与えることから「青の魔神」と呼ばれて恐れられる存在。
アントワーヌ・ド・パトウ
ヴァンクリフ・カスパールの弟で主人公ソレイユ・ルナの父。15年前に鉄道事故で夭折。
アデライード・ド・パトウ
先代パトウ伯爵が妾に生ませた娘。23年前にアルジェリアで行方不明となった。
ウルージ・アル・ハサン
アルジェリアのトゥアレグ族の族長の末息子で、次代の族長に指名されている人物。アデライードの次男で、ソレイユの従兄弟にあたる。ムスリム。
シナーン
アデライードの長男で、ウルージの異父兄にあたる。身体（特に心臓）が弱いが、強力な霊媒の能力を持っている。
パトウ伯爵夫人
先代パトウ伯爵（ソレイユの祖父）の妻で、ソレイユの後見人にあたる。

### 霊能者たち
クルアーン
ウルージ達の異母姉で、一族の巫女の様な役割を担う女性。
グラン・マ
ソレイユが大家をしているアパルトマンに住む老婆。盲目であるが、死者の姿と声が聞こえるという。

### その他登場人物
伊集院詳悟
通称ハヤト。アルジェリア駐屯フランス外人部隊におけるヴァンクリフ・カスパールの同僚であったが、成り行きでヴァンクリフ・カスパールらとともに部隊を離れ、パリへと向かう。薩摩訛りで喋る。示現流の免許皆伝者。もとは薩摩藩士であったが、15歳の時に西南戦争に従軍。西郷軍が敗北した際、西郷隆盛から形見に日本刀「村正」を譲られて落ち延びた。
セルレイネ・ギルマー
ソレイユの婚約者で従兄弟。エトワール銀行の若き総裁。
アルビオン
セルレイネの護衛兼守り役。もとは英国陸軍の将校であったが様々な事情でフランス外人部隊に入隊。その後、エトワール・ギルマーによって部隊から引き抜かれ、セルレイネの護衛となった。
エトワール・ギルマー
セルレイネの祖父で、ソレイユの母方の祖父。エトワール銀行の初代総帥。

## 書誌情報
- 河惣益巳 『風の城砦（カスバ）』 白泉社〈白泉社文庫〉、全2巻
  1. 2004年11月12日発売、ISBN 978-4-592-88226-8
  2. 2005年1月14日発売、ISBN 978-4-592-88229-9